# Leonel de Moura Brizola
Leonel de Moura Brizola (nascut Leonel Itagiba de Moura Brizola; Carazinho, 22 de gener de 1922 – Rio de Janeiro, 21 de juny de 2004) va ser un enginyer civil i polític brasiler. Considerat un dels líders històrics de l'esquerra brasilera i destacat opositor al règim militar, va ser governador de Rio de Janeiro i de Rio Grande do Sul, sent l'únic polític electe pel poble en governar dos estats diferents en tota la història del Brasil.

## Biografia
Brizola va néixer en Carazinho, en el districte rural de São Bento, al nord-oest de l'estat de Rio Grande do Sul. Va viure els seus primers anys a l'interior de l'estat, traslladant-se a la capital, Porto Alegre, el 1936. Allà, va continuar els seus estudis i va treballar com enllustrador, ascensorista o jardiner. Va ingressar en el curs d'enginyeria civil a la Universitat Federal de Rio Grande do Sul el 1945, graduant-se el 1949. Mentre encara estudiava en la UFRGS, va ingressar en la política, romanent responsable per organitzar l'ala jove del Partit Laboralista Brasiler (PTB, per les sigles en portuguès del Partido Trabalhista Brasileiro). En un esdeveniment polític, va conèixer Neusa Goulart, germana del també polític João Goulart, amb qui contrauria matrimoni el 1950. La parella va tenir tres fills.
El 1947, Brizola va ser elegit diputat estatal gaúcho pel PTB. Va tenir una carrera meteòrica a l'estat: secretari d'obres públiques de l'estat l'any 1952; el 1954 va ser elegit diputat federal; dos anys després va guanyar les eleccions municipals a l'alcaldia portoalegrense, i el 1958 va obtenir el càrrec de governador de Rio Grande do Sul. Com a governador, va destacar per les seves polítiques socials i per promoure la "Campanya de la Legalitat", en defensa de la democràcia i de la presa de possessió de Goulart com a president del país. El 1962, va transferir el seu domicili electoral i va obtenir un escó de diputat federal per l'estat de Guanabara. Durant el govern Goulart, aquest i Brizola van mantenir una relació tensa, però es van unir novament abans del cop militar de 1964. Després que les seves propostes de resistència no van resultar ben succeïdes, Brizola es va exiliar a l'Uruguai.
Va tornar al Brasil el 1979, després d'un exili de quinze anys a l'Uruguai, als Estats Units i a Portugal.. El mateix any, va fundar i va presidir el Partit Democràtic Laborista, un partit socialdemòcrata i populista. El 1982, va ser elegit governador de Rio de Janeiro, iniciant el programa de construcció dels Centres Integrats d'Educació Pública. En l'elecció presidencial de 1989, va resultar el tercer candidat més votat, quedant fora de la segona volta per una diferència inferior a 1%. Un any després, va tornar a governar Rio de Janeiro, sent elegit en el primer torn. A partir de llavors, no va vèncer en cap dels quatre comicis als que es va presentar, com quan va ser candidat a la vicepresidència amb Lula da Silva el 1998 o quan es va presentar al Senat del Brasil representant Rio de Janeiro el 2002. Va morir el 2004, víctima d'un infart de miocardi.
- Brizola amb catorze o quinze anys d'edat
- Abraçant el seu cunyat, el President João Goulart, dècada del 1960
- Brizola és aclamat al seu retorn de l'exili, el 1979
- Durant la campanya de les Presidencials de 1989

## Personalitat, imatge pública i llegat

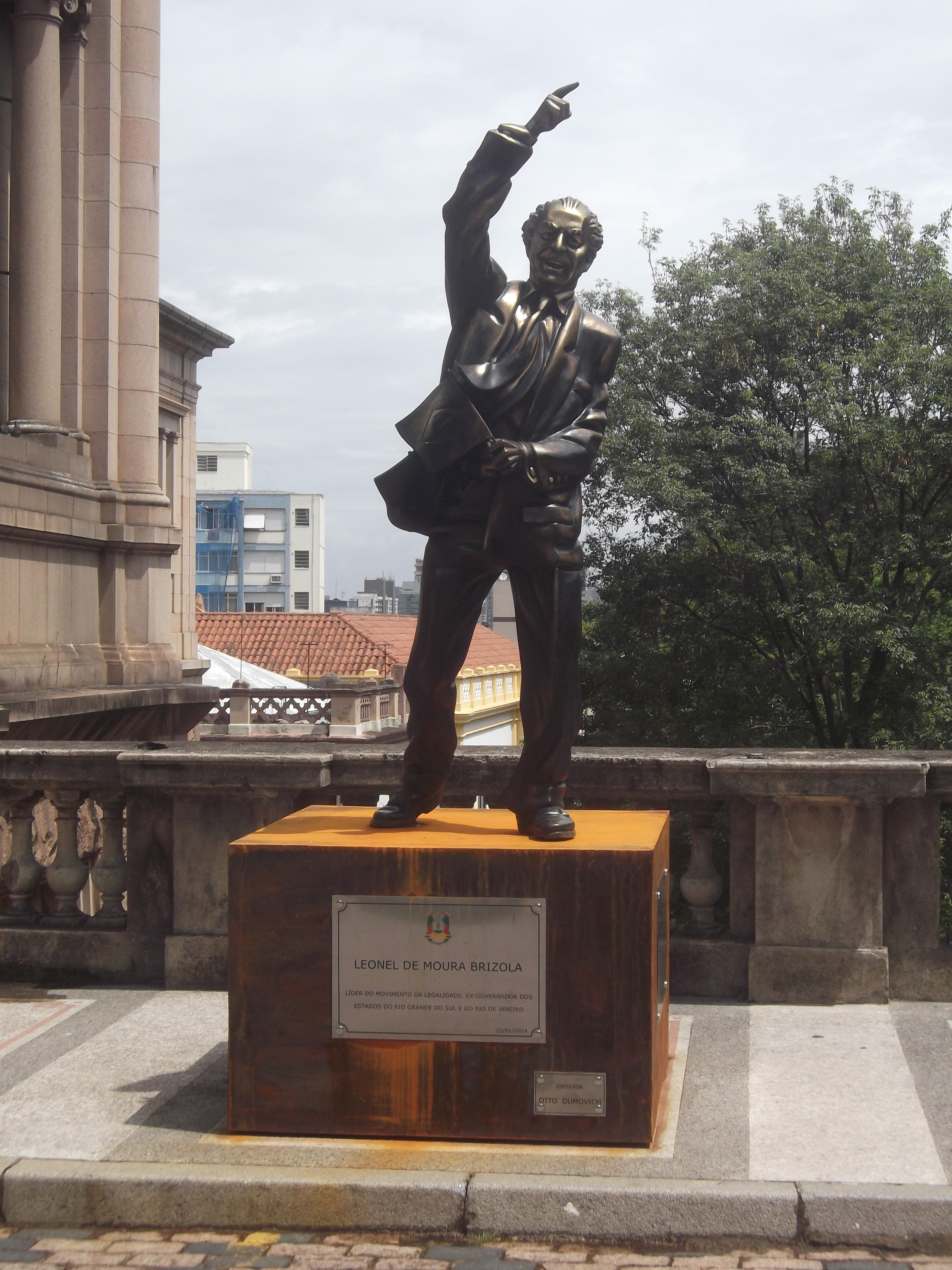
Estàtua de Leonel Brizola, d'Otto Dumovich, en les proximitats del Palau Piratini, a Porto Alegre

El llegat de Brizola va ser assumpte de debat entre periodistes, escriptors i el públic en general. Un dels seus biògrafs, João Trajano Sento-Sé, va escriure: «Brizola va reeditar el martiri laboralista, per les persecucions que va sofrir i pels temors que va despertar entre les elits política i econòmica». El científic polític Helgio Trindade va ressaltar que va tenir una «obsessiva valorització de l'educació, que es va traduir en ambicioses inversions en l'àrea de l'expansió d'edificis escolars». L'escriptor Ferreira Gullar va opinar que Goulart durant els anys seixanta va ser «ostatge de les forces que el recolzaven, particularment el sindicalisme reformista, que promovia vagues successives en tot el país», i que Brizola, a causa de la seva aspiració de convertir-se en president i a la campanya per derrocar al llavors Ministre d'Hisenda, Carvalho Pinto, va ser un «aliat involuntari dels colpistes».
Brizola era reconegut per la seva parla, carregada de l'accent i d'expressions gaúchas. La seva retòrica era inflamada i no perdia l'oportunitat per a caricaturitzar els seus contrincants, anomenant Lula "gripau barbut", dient que Paulo Maluf era un "cadell de la dictadura" i comparant Wellington Moreira Franco amb un gat d'angora, per "anar de falda en falda". Era un orador carismàtic, capaç de provocar fortes reaccions entre partidaris i adversaris. El seu discurs estava basat en punts com la valorització de l'educació pública i la qüestió de les "pèrdues internacionals", terme usat per a referir-se al pagament del deute extern i la dependència crònica de la indústria estrangera.
Van marcar la carrera de Brizola els conflictes que va tenir amb grans empreses de comunicació, en especial amb la TV Globo. Brizola va acusar el grup de participar del cas Proconsult, que pretenia impedir la seva victòria en l'elecció per a governador de Rio de Janeiro el 1982. El 1992, Roberto Marinho, cap de la companyia, va arribar a dir-li "senil".
El desembre de 2015, la presidenta Dilma Rousseff va sancionar la llei que va inserir Brizola en el Llibre dels Herois de la Pàtria. Per a poder incloure'l, el Congrés Nacional va haver d'aprovar un canvi en la legislació del "Llibre d'Acer", reduint de 50 a 10 anys el temps mínim d'espera des de la mort d'una personalitat per a acceptar-ne la incorporació.